# 月光八重垣號列車
月光八重垣（日语： Moonlight Yaegaki */?）號列車是由西日本旅客鐵道（JR西日本）運行於京都站或大阪站至出雲市站之間的臨時夜行快速列車，途經東海道本線、山陽本線、伯備線和山陰本線。

## 概要
在1989年12月，行走於大阪站至大社站之間，途經福知山線、山陰本線和大社線的臨時夜行急行列車「大山」81號、82號降級為快速列車。並改名為「故鄉Liner山陰」，列車改為行走於京都站至出雲市站之間。翌年1990年7月，列車名稱改為「月光山陰」。同年12月，名稱再改回「故鄉Liner山陰」。在1996年7月起改名為「月光八重垣」。
在2004年夏天最後運行後暫停開設班次。

### 列車名稱的由來
列車名稱採用了在JR各社夜行快速列車中使用的「月光」，再配以「八重垣」，指的是島根縣松江市八重垣神社。

## 廢除前的運行概況
列車只於盂蘭盆節和年尾年初等多客時期行走。當初，「月光八重垣」會與「月光高知」和「月光山陽」結併行走。後來變為單獨行走。在2000年夏天前，列車行走於京都站至出雲市站之間。在2001年夏天以後，列車改於大阪站到發。

### 停車站
大阪站 - 三之宮站 - 神戶站 - 明石站 - 加古川站 - 姬路站 - 岡山站 - 生山站 - 根雨站 - 伯耆大山站 - 米子站 - 安來站 - 松江站 - 玉造溫泉站 - 宍道站 - 出雲市站

### 使用車輛
基本上使用14系座位車。在夏天使用「Spur號」編成。與「月光九州」相異，列車中設有普通車指定席與自由席。在2001年冬天前還連結B寢台。由於青春18車票不可使用臥鋪車廂（寢台車），有一些乘客試圖不購買另一張車票而使用臥鋪車廂，後來被不再連結臥鋪車廂，以免引起麻煩。

## 歷史
- 1989年（平成元年）12月：原本行走於大阪站至大社站之間，途經福知山線、山陰本線和大社線的臨時夜行急行「大山」81、82號降級為快速列車。列車名稱改為「故鄉Liner山陰」，改為行走於京都站至出雲市站之間。
- 1990年（平成2年）
  - 7月：列車改名為「月光山陰」。
  - 12月：列車改名為「故鄉Liner山陰」。
- 1996年（平成8年）7月：列車改名為「月光八重垣」。
- 1999年（平成11年）12月：列車改於大阪站到發。
- 2000年（平成12年）7月：列車改於京都站到發。
- 2001年（平成13年）
  - 7月：列車改於大阪站到發。自此於大阪站到發。
  - 12月：不再連結B寢台車廂。列車自從只有座位車。
- 2004年（平成16年）夏季：全線由DD51牽引。
- 2005年（平成17年）：列車暫停營運[1]。

## 注腳

## 外部連結
- 快速月光八重垣 （页面存档备份，存于）（日語） - ほどちゃんの島